# 顏建發
顏建發（英語：Chien-Fa Yen，1959年7月21日—），東海大學社會學研究所博士，柏克萊大學博士後研究，曾任張榮發基金會國家政策研究中心研究員、民主進步黨中央黨部政策委員會政務副執行長、民主進步黨中國事務部主任、中華民國外交部研究設計委員會主任委員、臺灣民主基金會副執行長，現為健行科技大學企業管理學系教授兼國際合作處處長。
2021年7月，針對台灣獨立運動，顏建發接受多維新聞專訪時說，以民進黨的主流來看，「根本沒有『台灣獨立』這一回事，因為我們（台灣）已經是主權獨立，那為什麼還要再說獨立」，這件事情從很早就已定調，在過去二十幾年來這幾乎已是台灣主流思想，《台灣前途決議文》就提到「台灣是主權獨立國家，依憲法它的名稱叫『中華民國』」；以民進黨的主流意見來看，根本就不需要再講統獨，也沒有什麼台獨黨綱的問題。針對一些老獨派的「民進黨騙選票」批評，顏建發說，騙選票是騙人民的需求，但問題是台灣人民要的是安居樂業與發展，外在不要與美國有衝突、「不要做國際社會的麻煩製造者」，這些是大家都清楚的規則，民進黨現在的作為不是騙選票、「而是呼應選票的需求」。

## 著作
- 《位階結構下台灣企業集團的擴張與躍升：一個企業中心論的歷史——結構分析》，東海大學社會學研究所博士論文，1990年
- 《大陸沿海地區農村基層發展之研究─從農民組織談起》（與葉新興合著），行政院大陸委員會委託研究報告，1998年8月
- 《我國應有的南海戰略》（與楊志恆、林正義、孫光民合著），業強出版社，1996年